# Dendropsophus triangulum
Espèce
Synonymes
- Hyla triangulum Günther, 1869 "1868"
- Hyla reticulata Jiménez de la Espada, 1870
- Hyla mimetica Melin, 1941
- Hyla membranacea Andersson, 1945
- Hyla laynei Goin, 1957
- Hyla oliveae Cochran & Goin, 1970

Statut de conservation UICN

 LC  : Préoccupation mineure
Dendropsophus triangulum est une espèce d'amphibiens de la famille des Hylidae.

## Répartition
Cette espèce se rencontre dans le bassin de l'Amazone jusqu'à 800 m d'altitude, :
- dans le nord de la Bolivie ;
- dans l'ouest du Brésil ;
- en Colombie ;
- en Équateur ;
- au Pérou.

## Publication originale
- Günther, 1869 "1868" : First account of species of Tailless Batrachians added to the collection of the British Museum. Proceedings of the Zoological Society of London, vol. 1968, p. 478-490 (texte intégral).